# Кінь (шахи)
| Кінь                                      | Кінь        |
| ----------------------------------------- | ----------- |
| Назва                                     | Кінь        |
| Кошт у пішаках                            | 3           |
| Положення білої фігури на початку партії  | b1, g1      |
| Положення чорної фігури на початку партії | b8, g8      |
| Зображення білої фігури                   | Білий кінь  |
| Зображення чорної фігури                  | Чорний кінь |
| Ходи                                      | Див. текст  |
| Позначення у шаховій нотації              | К           |

Кінь —  шахова фігура. Ходить та б'є фігури суперника «Г»-подібним рухом: спочатку на 2 клітини за вертикаллю або горизонталлю, потім на 1 клітину за вертикаллю або горизонталлю. Може перестрибувати через фігури суперника.

## Назва
- Гусар (угор. huszár)
- Кінь (біл. і рос. конь, болг. кон[3], грец. ίππος, ест. і фін. ratsu, ісп. caballo, монг. морь, нім. Pferd, розм. пол. koń, укр. кінь, порт. cavalo)
- Лицар (англ. knight, фр. cavalier)
- Стрибун (нім. Springer, пол. skoczek, серб. скакач, хорв.  Skakac, Konj, чех. Jezdec )[3]

## Ходи фігури
|   | a | b | c | d | e | f | g | h |   |
| 8 | b8 чорний кінь · g8 чорний кінь · d7 чорний кружок · e7 чорний кружок · a6 чорний кружок · c6 чорний кружок · f6 чорний кружок · h6 чорний кружок · a3 чорний кружок · c3 чорний кружок · f3 чорний кружок · h3 чорний кружок · d2 чорний кружок · e2 чорний кружок · b1 білий кінь · g1 білий кінь | b8 чорний кінь · g8 чорний кінь · d7 чорний кружок · e7 чорний кружок · a6 чорний кружок · c6 чорний кружок · f6 чорний кружок · h6 чорний кружок · a3 чорний кружок · c3 чорний кружок · f3 чорний кружок · h3 чорний кружок · d2 чорний кружок · e2 чорний кружок · b1 білий кінь · g1 білий кінь | b8 чорний кінь · g8 чорний кінь · d7 чорний кружок · e7 чорний кружок · a6 чорний кружок · c6 чорний кружок · f6 чорний кружок · h6 чорний кружок · a3 чорний кружок · c3 чорний кружок · f3 чорний кружок · h3 чорний кружок · d2 чорний кружок · e2 чорний кружок · b1 білий кінь · g1 білий кінь | b8 чорний кінь · g8 чорний кінь · d7 чорний кружок · e7 чорний кружок · a6 чорний кружок · c6 чорний кружок · f6 чорний кружок · h6 чорний кружок · a3 чорний кружок · c3 чорний кружок · f3 чорний кружок · h3 чорний кружок · d2 чорний кружок · e2 чорний кружок · b1 білий кінь · g1 білий кінь | b8 чорний кінь · g8 чорний кінь · d7 чорний кружок · e7 чорний кружок · a6 чорний кружок · c6 чорний кружок · f6 чорний кружок · h6 чорний кружок · a3 чорний кружок · c3 чорний кружок · f3 чорний кружок · h3 чорний кружок · d2 чорний кружок · e2 чорний кружок · b1 білий кінь · g1 білий кінь | b8 чорний кінь · g8 чорний кінь · d7 чорний кружок · e7 чорний кружок · a6 чорний кружок · c6 чорний кружок · f6 чорний кружок · h6 чорний кружок · a3 чорний кружок · c3 чорний кружок · f3 чорний кружок · h3 чорний кружок · d2 чорний кружок · e2 чорний кружок · b1 білий кінь · g1 білий кінь | b8 чорний кінь · g8 чорний кінь · d7 чорний кружок · e7 чорний кружок · a6 чорний кружок · c6 чорний кружок · f6 чорний кружок · h6 чорний кружок · a3 чорний кружок · c3 чорний кружок · f3 чорний кружок · h3 чорний кружок · d2 чорний кружок · e2 чорний кружок · b1 білий кінь · g1 білий кінь | b8 чорний кінь · g8 чорний кінь · d7 чорний кружок · e7 чорний кружок · a6 чорний кружок · c6 чорний кружок · f6 чорний кружок · h6 чорний кружок · a3 чорний кружок · c3 чорний кружок · f3 чорний кружок · h3 чорний кружок · d2 чорний кружок · e2 чорний кружок · b1 білий кінь · g1 білий кінь | 8 |
| 7 | b8 чорний кінь · g8 чорний кінь · d7 чорний кружок · e7 чорний кружок · a6 чорний кружок · c6 чорний кружок · f6 чорний кружок · h6 чорний кружок · a3 чорний кружок · c3 чорний кружок · f3 чорний кружок · h3 чорний кружок · d2 чорний кружок · e2 чорний кружок · b1 білий кінь · g1 білий кінь | b8 чорний кінь · g8 чорний кінь · d7 чорний кружок · e7 чорний кружок · a6 чорний кружок · c6 чорний кружок · f6 чорний кружок · h6 чорний кружок · a3 чорний кружок · c3 чорний кружок · f3 чорний кружок · h3 чорний кружок · d2 чорний кружок · e2 чорний кружок · b1 білий кінь · g1 білий кінь | b8 чорний кінь · g8 чорний кінь · d7 чорний кружок · e7 чорний кружок · a6 чорний кружок · c6 чорний кружок · f6 чорний кружок · h6 чорний кружок · a3 чорний кружок · c3 чорний кружок · f3 чорний кружок · h3 чорний кружок · d2 чорний кружок · e2 чорний кружок · b1 білий кінь · g1 білий кінь | b8 чорний кінь · g8 чорний кінь · d7 чорний кружок · e7 чорний кружок · a6 чорний кружок · c6 чорний кружок · f6 чорний кружок · h6 чорний кружок · a3 чорний кружок · c3 чорний кружок · f3 чорний кружок · h3 чорний кружок · d2 чорний кружок · e2 чорний кружок · b1 білий кінь · g1 білий кінь | b8 чорний кінь · g8 чорний кінь · d7 чорний кружок · e7 чорний кружок · a6 чорний кружок · c6 чорний кружок · f6 чорний кружок · h6 чорний кружок · a3 чорний кружок · c3 чорний кружок · f3 чорний кружок · h3 чорний кружок · d2 чорний кружок · e2 чорний кружок · b1 білий кінь · g1 білий кінь | b8 чорний кінь · g8 чорний кінь · d7 чорний кружок · e7 чорний кружок · a6 чорний кружок · c6 чорний кружок · f6 чорний кружок · h6 чорний кружок · a3 чорний кружок · c3 чорний кружок · f3 чорний кружок · h3 чорний кружок · d2 чорний кружок · e2 чорний кружок · b1 білий кінь · g1 білий кінь | b8 чорний кінь · g8 чорний кінь · d7 чорний кружок · e7 чорний кружок · a6 чорний кружок · c6 чорний кружок · f6 чорний кружок · h6 чорний кружок · a3 чорний кружок · c3 чорний кружок · f3 чорний кружок · h3 чорний кружок · d2 чорний кружок · e2 чорний кружок · b1 білий кінь · g1 білий кінь | b8 чорний кінь · g8 чорний кінь · d7 чорний кружок · e7 чорний кружок · a6 чорний кружок · c6 чорний кружок · f6 чорний кружок · h6 чорний кружок · a3 чорний кружок · c3 чорний кружок · f3 чорний кружок · h3 чорний кружок · d2 чорний кружок · e2 чорний кружок · b1 білий кінь · g1 білий кінь | 7 |
| 6 | b8 чорний кінь · g8 чорний кінь · d7 чорний кружок · e7 чорний кружок · a6 чорний кружок · c6 чорний кружок · f6 чорний кружок · h6 чорний кружок · a3 чорний кружок · c3 чорний кружок · f3 чорний кружок · h3 чорний кружок · d2 чорний кружок · e2 чорний кружок · b1 білий кінь · g1 білий кінь | b8 чорний кінь · g8 чорний кінь · d7 чорний кружок · e7 чорний кружок · a6 чорний кружок · c6 чорний кружок · f6 чорний кружок · h6 чорний кружок · a3 чорний кружок · c3 чорний кружок · f3 чорний кружок · h3 чорний кружок · d2 чорний кружок · e2 чорний кружок · b1 білий кінь · g1 білий кінь | b8 чорний кінь · g8 чорний кінь · d7 чорний кружок · e7 чорний кружок · a6 чорний кружок · c6 чорний кружок · f6 чорний кружок · h6 чорний кружок · a3 чорний кружок · c3 чорний кружок · f3 чорний кружок · h3 чорний кружок · d2 чорний кружок · e2 чорний кружок · b1 білий кінь · g1 білий кінь | b8 чорний кінь · g8 чорний кінь · d7 чорний кружок · e7 чорний кружок · a6 чорний кружок · c6 чорний кружок · f6 чорний кружок · h6 чорний кружок · a3 чорний кружок · c3 чорний кружок · f3 чорний кружок · h3 чорний кружок · d2 чорний кружок · e2 чорний кружок · b1 білий кінь · g1 білий кінь | b8 чорний кінь · g8 чорний кінь · d7 чорний кружок · e7 чорний кружок · a6 чорний кружок · c6 чорний кружок · f6 чорний кружок · h6 чорний кружок · a3 чорний кружок · c3 чорний кружок · f3 чорний кружок · h3 чорний кружок · d2 чорний кружок · e2 чорний кружок · b1 білий кінь · g1 білий кінь | b8 чорний кінь · g8 чорний кінь · d7 чорний кружок · e7 чорний кружок · a6 чорний кружок · c6 чорний кружок · f6 чорний кружок · h6 чорний кружок · a3 чорний кружок · c3 чорний кружок · f3 чорний кружок · h3 чорний кружок · d2 чорний кружок · e2 чорний кружок · b1 білий кінь · g1 білий кінь | b8 чорний кінь · g8 чорний кінь · d7 чорний кружок · e7 чорний кружок · a6 чорний кружок · c6 чорний кружок · f6 чорний кружок · h6 чорний кружок · a3 чорний кружок · c3 чорний кружок · f3 чорний кружок · h3 чорний кружок · d2 чорний кружок · e2 чорний кружок · b1 білий кінь · g1 білий кінь | b8 чорний кінь · g8 чорний кінь · d7 чорний кружок · e7 чорний кружок · a6 чорний кружок · c6 чорний кружок · f6 чорний кружок · h6 чорний кружок · a3 чорний кружок · c3 чорний кружок · f3 чорний кружок · h3 чорний кружок · d2 чорний кружок · e2 чорний кружок · b1 білий кінь · g1 білий кінь | 6 |
| 5 | b8 чорний кінь · g8 чорний кінь · d7 чорний кружок · e7 чорний кружок · a6 чорний кружок · c6 чорний кружок · f6 чорний кружок · h6 чорний кружок · a3 чорний кружок · c3 чорний кружок · f3 чорний кружок · h3 чорний кружок · d2 чорний кружок · e2 чорний кружок · b1 білий кінь · g1 білий кінь | b8 чорний кінь · g8 чорний кінь · d7 чорний кружок · e7 чорний кружок · a6 чорний кружок · c6 чорний кружок · f6 чорний кружок · h6 чорний кружок · a3 чорний кружок · c3 чорний кружок · f3 чорний кружок · h3 чорний кружок · d2 чорний кружок · e2 чорний кружок · b1 білий кінь · g1 білий кінь | b8 чорний кінь · g8 чорний кінь · d7 чорний кружок · e7 чорний кружок · a6 чорний кружок · c6 чорний кружок · f6 чорний кружок · h6 чорний кружок · a3 чорний кружок · c3 чорний кружок · f3 чорний кружок · h3 чорний кружок · d2 чорний кружок · e2 чорний кружок · b1 білий кінь · g1 білий кінь | b8 чорний кінь · g8 чорний кінь · d7 чорний кружок · e7 чорний кружок · a6 чорний кружок · c6 чорний кружок · f6 чорний кружок · h6 чорний кружок · a3 чорний кружок · c3 чорний кружок · f3 чорний кружок · h3 чорний кружок · d2 чорний кружок · e2 чорний кружок · b1 білий кінь · g1 білий кінь | b8 чорний кінь · g8 чорний кінь · d7 чорний кружок · e7 чорний кружок · a6 чорний кружок · c6 чорний кружок · f6 чорний кружок · h6 чорний кружок · a3 чорний кружок · c3 чорний кружок · f3 чорний кружок · h3 чорний кружок · d2 чорний кружок · e2 чорний кружок · b1 білий кінь · g1 білий кінь | b8 чорний кінь · g8 чорний кінь · d7 чорний кружок · e7 чорний кружок · a6 чорний кружок · c6 чорний кружок · f6 чорний кружок · h6 чорний кружок · a3 чорний кружок · c3 чорний кружок · f3 чорний кружок · h3 чорний кружок · d2 чорний кружок · e2 чорний кружок · b1 білий кінь · g1 білий кінь | b8 чорний кінь · g8 чорний кінь · d7 чорний кружок · e7 чорний кружок · a6 чорний кружок · c6 чорний кружок · f6 чорний кружок · h6 чорний кружок · a3 чорний кружок · c3 чорний кружок · f3 чорний кружок · h3 чорний кружок · d2 чорний кружок · e2 чорний кружок · b1 білий кінь · g1 білий кінь | b8 чорний кінь · g8 чорний кінь · d7 чорний кружок · e7 чорний кружок · a6 чорний кружок · c6 чорний кружок · f6 чорний кружок · h6 чорний кружок · a3 чорний кружок · c3 чорний кружок · f3 чорний кружок · h3 чорний кружок · d2 чорний кружок · e2 чорний кружок · b1 білий кінь · g1 білий кінь | 5 |
| 4 | b8 чорний кінь · g8 чорний кінь · d7 чорний кружок · e7 чорний кружок · a6 чорний кружок · c6 чорний кружок · f6 чорний кружок · h6 чорний кружок · a3 чорний кружок · c3 чорний кружок · f3 чорний кружок · h3 чорний кружок · d2 чорний кружок · e2 чорний кружок · b1 білий кінь · g1 білий кінь | b8 чорний кінь · g8 чорний кінь · d7 чорний кружок · e7 чорний кружок · a6 чорний кружок · c6 чорний кружок · f6 чорний кружок · h6 чорний кружок · a3 чорний кружок · c3 чорний кружок · f3 чорний кружок · h3 чорний кружок · d2 чорний кружок · e2 чорний кружок · b1 білий кінь · g1 білий кінь | b8 чорний кінь · g8 чорний кінь · d7 чорний кружок · e7 чорний кружок · a6 чорний кружок · c6 чорний кружок · f6 чорний кружок · h6 чорний кружок · a3 чорний кружок · c3 чорний кружок · f3 чорний кружок · h3 чорний кружок · d2 чорний кружок · e2 чорний кружок · b1 білий кінь · g1 білий кінь | b8 чорний кінь · g8 чорний кінь · d7 чорний кружок · e7 чорний кружок · a6 чорний кружок · c6 чорний кружок · f6 чорний кружок · h6 чорний кружок · a3 чорний кружок · c3 чорний кружок · f3 чорний кружок · h3 чорний кружок · d2 чорний кружок · e2 чорний кружок · b1 білий кінь · g1 білий кінь | b8 чорний кінь · g8 чорний кінь · d7 чорний кружок · e7 чорний кружок · a6 чорний кружок · c6 чорний кружок · f6 чорний кружок · h6 чорний кружок · a3 чорний кружок · c3 чорний кружок · f3 чорний кружок · h3 чорний кружок · d2 чорний кружок · e2 чорний кружок · b1 білий кінь · g1 білий кінь | b8 чорний кінь · g8 чорний кінь · d7 чорний кружок · e7 чорний кружок · a6 чорний кружок · c6 чорний кружок · f6 чорний кружок · h6 чорний кружок · a3 чорний кружок · c3 чорний кружок · f3 чорний кружок · h3 чорний кружок · d2 чорний кружок · e2 чорний кружок · b1 білий кінь · g1 білий кінь | b8 чорний кінь · g8 чорний кінь · d7 чорний кружок · e7 чорний кружок · a6 чорний кружок · c6 чорний кружок · f6 чорний кружок · h6 чорний кружок · a3 чорний кружок · c3 чорний кружок · f3 чорний кружок · h3 чорний кружок · d2 чорний кружок · e2 чорний кружок · b1 білий кінь · g1 білий кінь | b8 чорний кінь · g8 чорний кінь · d7 чорний кружок · e7 чорний кружок · a6 чорний кружок · c6 чорний кружок · f6 чорний кружок · h6 чорний кружок · a3 чорний кружок · c3 чорний кружок · f3 чорний кружок · h3 чорний кружок · d2 чорний кружок · e2 чорний кружок · b1 білий кінь · g1 білий кінь | 4 |
| 3 | b8 чорний кінь · g8 чорний кінь · d7 чорний кружок · e7 чорний кружок · a6 чорний кружок · c6 чорний кружок · f6 чорний кружок · h6 чорний кружок · a3 чорний кружок · c3 чорний кружок · f3 чорний кружок · h3 чорний кружок · d2 чорний кружок · e2 чорний кружок · b1 білий кінь · g1 білий кінь | b8 чорний кінь · g8 чорний кінь · d7 чорний кружок · e7 чорний кружок · a6 чорний кружок · c6 чорний кружок · f6 чорний кружок · h6 чорний кружок · a3 чорний кружок · c3 чорний кружок · f3 чорний кружок · h3 чорний кружок · d2 чорний кружок · e2 чорний кружок · b1 білий кінь · g1 білий кінь | b8 чорний кінь · g8 чорний кінь · d7 чорний кружок · e7 чорний кружок · a6 чорний кружок · c6 чорний кружок · f6 чорний кружок · h6 чорний кружок · a3 чорний кружок · c3 чорний кружок · f3 чорний кружок · h3 чорний кружок · d2 чорний кружок · e2 чорний кружок · b1 білий кінь · g1 білий кінь | b8 чорний кінь · g8 чорний кінь · d7 чорний кружок · e7 чорний кружок · a6 чорний кружок · c6 чорний кружок · f6 чорний кружок · h6 чорний кружок · a3 чорний кружок · c3 чорний кружок · f3 чорний кружок · h3 чорний кружок · d2 чорний кружок · e2 чорний кружок · b1 білий кінь · g1 білий кінь | b8 чорний кінь · g8 чорний кінь · d7 чорний кружок · e7 чорний кружок · a6 чорний кружок · c6 чорний кружок · f6 чорний кружок · h6 чорний кружок · a3 чорний кружок · c3 чорний кружок · f3 чорний кружок · h3 чорний кружок · d2 чорний кружок · e2 чорний кружок · b1 білий кінь · g1 білий кінь | b8 чорний кінь · g8 чорний кінь · d7 чорний кружок · e7 чорний кружок · a6 чорний кружок · c6 чорний кружок · f6 чорний кружок · h6 чорний кружок · a3 чорний кружок · c3 чорний кружок · f3 чорний кружок · h3 чорний кружок · d2 чорний кружок · e2 чорний кружок · b1 білий кінь · g1 білий кінь | b8 чорний кінь · g8 чорний кінь · d7 чорний кружок · e7 чорний кружок · a6 чорний кружок · c6 чорний кружок · f6 чорний кружок · h6 чорний кружок · a3 чорний кружок · c3 чорний кружок · f3 чорний кружок · h3 чорний кружок · d2 чорний кружок · e2 чорний кружок · b1 білий кінь · g1 білий кінь | b8 чорний кінь · g8 чорний кінь · d7 чорний кружок · e7 чорний кружок · a6 чорний кружок · c6 чорний кружок · f6 чорний кружок · h6 чорний кружок · a3 чорний кружок · c3 чорний кружок · f3 чорний кружок · h3 чорний кружок · d2 чорний кружок · e2 чорний кружок · b1 білий кінь · g1 білий кінь | 3 |
| 2 | b8 чорний кінь · g8 чорний кінь · d7 чорний кружок · e7 чорний кружок · a6 чорний кружок · c6 чорний кружок · f6 чорний кружок · h6 чорний кружок · a3 чорний кружок · c3 чорний кружок · f3 чорний кружок · h3 чорний кружок · d2 чорний кружок · e2 чорний кружок · b1 білий кінь · g1 білий кінь | b8 чорний кінь · g8 чорний кінь · d7 чорний кружок · e7 чорний кружок · a6 чорний кружок · c6 чорний кружок · f6 чорний кружок · h6 чорний кружок · a3 чорний кружок · c3 чорний кружок · f3 чорний кружок · h3 чорний кружок · d2 чорний кружок · e2 чорний кружок · b1 білий кінь · g1 білий кінь | b8 чорний кінь · g8 чорний кінь · d7 чорний кружок · e7 чорний кружок · a6 чорний кружок · c6 чорний кружок · f6 чорний кружок · h6 чорний кружок · a3 чорний кружок · c3 чорний кружок · f3 чорний кружок · h3 чорний кружок · d2 чорний кружок · e2 чорний кружок · b1 білий кінь · g1 білий кінь | b8 чорний кінь · g8 чорний кінь · d7 чорний кружок · e7 чорний кружок · a6 чорний кружок · c6 чорний кружок · f6 чорний кружок · h6 чорний кружок · a3 чорний кружок · c3 чорний кружок · f3 чорний кружок · h3 чорний кружок · d2 чорний кружок · e2 чорний кружок · b1 білий кінь · g1 білий кінь | b8 чорний кінь · g8 чорний кінь · d7 чорний кружок · e7 чорний кружок · a6 чорний кружок · c6 чорний кружок · f6 чорний кружок · h6 чорний кружок · a3 чорний кружок · c3 чорний кружок · f3 чорний кружок · h3 чорний кружок · d2 чорний кружок · e2 чорний кружок · b1 білий кінь · g1 білий кінь | b8 чорний кінь · g8 чорний кінь · d7 чорний кружок · e7 чорний кружок · a6 чорний кружок · c6 чорний кружок · f6 чорний кружок · h6 чорний кружок · a3 чорний кружок · c3 чорний кружок · f3 чорний кружок · h3 чорний кружок · d2 чорний кружок · e2 чорний кружок · b1 білий кінь · g1 білий кінь | b8 чорний кінь · g8 чорний кінь · d7 чорний кружок · e7 чорний кружок · a6 чорний кружок · c6 чорний кружок · f6 чорний кружок · h6 чорний кружок · a3 чорний кружок · c3 чорний кружок · f3 чорний кружок · h3 чорний кружок · d2 чорний кружок · e2 чорний кружок · b1 білий кінь · g1 білий кінь | b8 чорний кінь · g8 чорний кінь · d7 чорний кружок · e7 чорний кружок · a6 чорний кружок · c6 чорний кружок · f6 чорний кружок · h6 чорний кружок · a3 чорний кружок · c3 чорний кружок · f3 чорний кружок · h3 чорний кружок · d2 чорний кружок · e2 чорний кружок · b1 білий кінь · g1 білий кінь | 2 |
| 1 | b8 чорний кінь · g8 чорний кінь · d7 чорний кружок · e7 чорний кружок · a6 чорний кружок · c6 чорний кружок · f6 чорний кружок · h6 чорний кружок · a3 чорний кружок · c3 чорний кружок · f3 чорний кружок · h3 чорний кружок · d2 чорний кружок · e2 чорний кружок · b1 білий кінь · g1 білий кінь | b8 чорний кінь · g8 чорний кінь · d7 чорний кружок · e7 чорний кружок · a6 чорний кружок · c6 чорний кружок · f6 чорний кружок · h6 чорний кружок · a3 чорний кружок · c3 чорний кружок · f3 чорний кружок · h3 чорний кружок · d2 чорний кружок · e2 чорний кружок · b1 білий кінь · g1 білий кінь | b8 чорний кінь · g8 чорний кінь · d7 чорний кружок · e7 чорний кружок · a6 чорний кружок · c6 чорний кружок · f6 чорний кружок · h6 чорний кружок · a3 чорний кружок · c3 чорний кружок · f3 чорний кружок · h3 чорний кружок · d2 чорний кружок · e2 чорний кружок · b1 білий кінь · g1 білий кінь | b8 чорний кінь · g8 чорний кінь · d7 чорний кружок · e7 чорний кружок · a6 чорний кружок · c6 чорний кружок · f6 чорний кружок · h6 чорний кружок · a3 чорний кружок · c3 чорний кружок · f3 чорний кружок · h3 чорний кружок · d2 чорний кружок · e2 чорний кружок · b1 білий кінь · g1 білий кінь | b8 чорний кінь · g8 чорний кінь · d7 чорний кружок · e7 чорний кружок · a6 чорний кружок · c6 чорний кружок · f6 чорний кружок · h6 чорний кружок · a3 чорний кружок · c3 чорний кружок · f3 чорний кружок · h3 чорний кружок · d2 чорний кружок · e2 чорний кружок · b1 білий кінь · g1 білий кінь | b8 чорний кінь · g8 чорний кінь · d7 чорний кружок · e7 чорний кружок · a6 чорний кружок · c6 чорний кружок · f6 чорний кружок · h6 чорний кружок · a3 чорний кружок · c3 чорний кружок · f3 чорний кружок · h3 чорний кружок · d2 чорний кружок · e2 чорний кружок · b1 білий кінь · g1 білий кінь | b8 чорний кінь · g8 чорний кінь · d7 чорний кружок · e7 чорний кружок · a6 чорний кружок · c6 чорний кружок · f6 чорний кружок · h6 чорний кружок · a3 чорний кружок · c3 чорний кружок · f3 чорний кружок · h3 чорний кружок · d2 чорний кружок · e2 чорний кружок · b1 білий кінь · g1 білий кінь | b8 чорний кінь · g8 чорний кінь · d7 чорний кружок · e7 чорний кружок · a6 чорний кружок · c6 чорний кружок · f6 чорний кружок · h6 чорний кружок · a3 чорний кружок · c3 чорний кружок · f3 чорний кружок · h3 чорний кружок · d2 чорний кружок · e2 чорний кружок · b1 білий кінь · g1 білий кінь | 1 |
|   | a | b | c | d | e | f | g | h |   |

З початкового розміщення фігури (діаграма №1) кінь може піти на такі поля:
Кb1 - a3, с3, d2;
Kg1 - e2, f3, h3;
Kb8 - a6, c6, d7;
Kg8 - e7, f6, h6.                                                                                                             
Кінь завжди попадає з білого поля на чорне і з чорного поля на біле. 
|   | a | b | c | d | e | f | g | h |   |
| 8 | b6 чорний кружок · d6 чорний кружок · a5 чорний кружок · e5 чорний кружок · c4 білий кінь · a3 чорний кружок · e3 чорний кружок · b2 чорний кружок · d2 чорний кружок | b6 чорний кружок · d6 чорний кружок · a5 чорний кружок · e5 чорний кружок · c4 білий кінь · a3 чорний кружок · e3 чорний кружок · b2 чорний кружок · d2 чорний кружок | b6 чорний кружок · d6 чорний кружок · a5 чорний кружок · e5 чорний кружок · c4 білий кінь · a3 чорний кружок · e3 чорний кружок · b2 чорний кружок · d2 чорний кружок | b6 чорний кружок · d6 чорний кружок · a5 чорний кружок · e5 чорний кружок · c4 білий кінь · a3 чорний кружок · e3 чорний кружок · b2 чорний кружок · d2 чорний кружок | b6 чорний кружок · d6 чорний кружок · a5 чорний кружок · e5 чорний кружок · c4 білий кінь · a3 чорний кружок · e3 чорний кружок · b2 чорний кружок · d2 чорний кружок | b6 чорний кружок · d6 чорний кружок · a5 чорний кружок · e5 чорний кружок · c4 білий кінь · a3 чорний кружок · e3 чорний кружок · b2 чорний кружок · d2 чорний кружок | b6 чорний кружок · d6 чорний кружок · a5 чорний кружок · e5 чорний кружок · c4 білий кінь · a3 чорний кружок · e3 чорний кружок · b2 чорний кружок · d2 чорний кружок | b6 чорний кружок · d6 чорний кружок · a5 чорний кружок · e5 чорний кружок · c4 білий кінь · a3 чорний кружок · e3 чорний кружок · b2 чорний кружок · d2 чорний кружок | 8 |
| 7 | b6 чорний кружок · d6 чорний кружок · a5 чорний кружок · e5 чорний кружок · c4 білий кінь · a3 чорний кружок · e3 чорний кружок · b2 чорний кружок · d2 чорний кружок | b6 чорний кружок · d6 чорний кружок · a5 чорний кружок · e5 чорний кружок · c4 білий кінь · a3 чорний кружок · e3 чорний кружок · b2 чорний кружок · d2 чорний кружок | b6 чорний кружок · d6 чорний кружок · a5 чорний кружок · e5 чорний кружок · c4 білий кінь · a3 чорний кружок · e3 чорний кружок · b2 чорний кружок · d2 чорний кружок | b6 чорний кружок · d6 чорний кружок · a5 чорний кружок · e5 чорний кружок · c4 білий кінь · a3 чорний кружок · e3 чорний кружок · b2 чорний кружок · d2 чорний кружок | b6 чорний кружок · d6 чорний кружок · a5 чорний кружок · e5 чорний кружок · c4 білий кінь · a3 чорний кружок · e3 чорний кружок · b2 чорний кружок · d2 чорний кружок | b6 чорний кружок · d6 чорний кружок · a5 чорний кружок · e5 чорний кружок · c4 білий кінь · a3 чорний кружок · e3 чорний кружок · b2 чорний кружок · d2 чорний кружок | b6 чорний кружок · d6 чорний кружок · a5 чорний кружок · e5 чорний кружок · c4 білий кінь · a3 чорний кружок · e3 чорний кружок · b2 чорний кружок · d2 чорний кружок | b6 чорний кружок · d6 чорний кружок · a5 чорний кружок · e5 чорний кружок · c4 білий кінь · a3 чорний кружок · e3 чорний кружок · b2 чорний кружок · d2 чорний кружок | 7 |
| 6 | b6 чорний кружок · d6 чорний кружок · a5 чорний кружок · e5 чорний кружок · c4 білий кінь · a3 чорний кружок · e3 чорний кружок · b2 чорний кружок · d2 чорний кружок | b6 чорний кружок · d6 чорний кружок · a5 чорний кружок · e5 чорний кружок · c4 білий кінь · a3 чорний кружок · e3 чорний кружок · b2 чорний кружок · d2 чорний кружок | b6 чорний кружок · d6 чорний кружок · a5 чорний кружок · e5 чорний кружок · c4 білий кінь · a3 чорний кружок · e3 чорний кружок · b2 чорний кружок · d2 чорний кружок | b6 чорний кружок · d6 чорний кружок · a5 чорний кружок · e5 чорний кружок · c4 білий кінь · a3 чорний кружок · e3 чорний кружок · b2 чорний кружок · d2 чорний кружок | b6 чорний кружок · d6 чорний кружок · a5 чорний кружок · e5 чорний кружок · c4 білий кінь · a3 чорний кружок · e3 чорний кружок · b2 чорний кружок · d2 чорний кружок | b6 чорний кружок · d6 чорний кружок · a5 чорний кружок · e5 чорний кружок · c4 білий кінь · a3 чорний кружок · e3 чорний кружок · b2 чорний кружок · d2 чорний кружок | b6 чорний кружок · d6 чорний кружок · a5 чорний кружок · e5 чорний кружок · c4 білий кінь · a3 чорний кружок · e3 чорний кружок · b2 чорний кружок · d2 чорний кружок | b6 чорний кружок · d6 чорний кружок · a5 чорний кружок · e5 чорний кружок · c4 білий кінь · a3 чорний кружок · e3 чорний кружок · b2 чорний кружок · d2 чорний кружок | 6 |
| 5 | b6 чорний кружок · d6 чорний кружок · a5 чорний кружок · e5 чорний кружок · c4 білий кінь · a3 чорний кружок · e3 чорний кружок · b2 чорний кружок · d2 чорний кружок | b6 чорний кружок · d6 чорний кружок · a5 чорний кружок · e5 чорний кружок · c4 білий кінь · a3 чорний кружок · e3 чорний кружок · b2 чорний кружок · d2 чорний кружок | b6 чорний кружок · d6 чорний кружок · a5 чорний кружок · e5 чорний кружок · c4 білий кінь · a3 чорний кружок · e3 чорний кружок · b2 чорний кружок · d2 чорний кружок | b6 чорний кружок · d6 чорний кружок · a5 чорний кружок · e5 чорний кружок · c4 білий кінь · a3 чорний кружок · e3 чорний кружок · b2 чорний кружок · d2 чорний кружок | b6 чорний кружок · d6 чорний кружок · a5 чорний кружок · e5 чорний кружок · c4 білий кінь · a3 чорний кружок · e3 чорний кружок · b2 чорний кружок · d2 чорний кружок | b6 чорний кружок · d6 чорний кружок · a5 чорний кружок · e5 чорний кружок · c4 білий кінь · a3 чорний кружок · e3 чорний кружок · b2 чорний кружок · d2 чорний кружок | b6 чорний кружок · d6 чорний кружок · a5 чорний кружок · e5 чорний кружок · c4 білий кінь · a3 чорний кружок · e3 чорний кружок · b2 чорний кружок · d2 чорний кружок | b6 чорний кружок · d6 чорний кружок · a5 чорний кружок · e5 чорний кружок · c4 білий кінь · a3 чорний кружок · e3 чорний кружок · b2 чорний кружок · d2 чорний кружок | 5 |
| 4 | b6 чорний кружок · d6 чорний кружок · a5 чорний кружок · e5 чорний кружок · c4 білий кінь · a3 чорний кружок · e3 чорний кружок · b2 чорний кружок · d2 чорний кружок | b6 чорний кружок · d6 чорний кружок · a5 чорний кружок · e5 чорний кружок · c4 білий кінь · a3 чорний кружок · e3 чорний кружок · b2 чорний кружок · d2 чорний кружок | b6 чорний кружок · d6 чорний кружок · a5 чорний кружок · e5 чорний кружок · c4 білий кінь · a3 чорний кружок · e3 чорний кружок · b2 чорний кружок · d2 чорний кружок | b6 чорний кружок · d6 чорний кружок · a5 чорний кружок · e5 чорний кружок · c4 білий кінь · a3 чорний кружок · e3 чорний кружок · b2 чорний кружок · d2 чорний кружок | b6 чорний кружок · d6 чорний кружок · a5 чорний кружок · e5 чорний кружок · c4 білий кінь · a3 чорний кружок · e3 чорний кружок · b2 чорний кружок · d2 чорний кружок | b6 чорний кружок · d6 чорний кружок · a5 чорний кружок · e5 чорний кружок · c4 білий кінь · a3 чорний кружок · e3 чорний кружок · b2 чорний кружок · d2 чорний кружок | b6 чорний кружок · d6 чорний кружок · a5 чорний кружок · e5 чорний кружок · c4 білий кінь · a3 чорний кружок · e3 чорний кружок · b2 чорний кружок · d2 чорний кружок | b6 чорний кружок · d6 чорний кружок · a5 чорний кружок · e5 чорний кружок · c4 білий кінь · a3 чорний кружок · e3 чорний кружок · b2 чорний кружок · d2 чорний кружок | 4 |
| 3 | b6 чорний кружок · d6 чорний кружок · a5 чорний кружок · e5 чорний кружок · c4 білий кінь · a3 чорний кружок · e3 чорний кружок · b2 чорний кружок · d2 чорний кружок | b6 чорний кружок · d6 чорний кружок · a5 чорний кружок · e5 чорний кружок · c4 білий кінь · a3 чорний кружок · e3 чорний кружок · b2 чорний кружок · d2 чорний кружок | b6 чорний кружок · d6 чорний кружок · a5 чорний кружок · e5 чорний кружок · c4 білий кінь · a3 чорний кружок · e3 чорний кружок · b2 чорний кружок · d2 чорний кружок | b6 чорний кружок · d6 чорний кружок · a5 чорний кружок · e5 чорний кружок · c4 білий кінь · a3 чорний кружок · e3 чорний кружок · b2 чорний кружок · d2 чорний кружок | b6 чорний кружок · d6 чорний кружок · a5 чорний кружок · e5 чорний кружок · c4 білий кінь · a3 чорний кружок · e3 чорний кружок · b2 чорний кружок · d2 чорний кружок | b6 чорний кружок · d6 чорний кружок · a5 чорний кружок · e5 чорний кружок · c4 білий кінь · a3 чорний кружок · e3 чорний кружок · b2 чорний кружок · d2 чорний кружок | b6 чорний кружок · d6 чорний кружок · a5 чорний кружок · e5 чорний кружок · c4 білий кінь · a3 чорний кружок · e3 чорний кружок · b2 чорний кружок · d2 чорний кружок | b6 чорний кружок · d6 чорний кружок · a5 чорний кружок · e5 чорний кружок · c4 білий кінь · a3 чорний кружок · e3 чорний кружок · b2 чорний кружок · d2 чорний кружок | 3 |
| 2 | b6 чорний кружок · d6 чорний кружок · a5 чорний кружок · e5 чорний кружок · c4 білий кінь · a3 чорний кружок · e3 чорний кружок · b2 чорний кружок · d2 чорний кружок | b6 чорний кружок · d6 чорний кружок · a5 чорний кружок · e5 чорний кружок · c4 білий кінь · a3 чорний кружок · e3 чорний кружок · b2 чорний кружок · d2 чорний кружок | b6 чорний кружок · d6 чорний кружок · a5 чорний кружок · e5 чорний кружок · c4 білий кінь · a3 чорний кружок · e3 чорний кружок · b2 чорний кружок · d2 чорний кружок | b6 чорний кружок · d6 чорний кружок · a5 чорний кружок · e5 чорний кружок · c4 білий кінь · a3 чорний кружок · e3 чорний кружок · b2 чорний кружок · d2 чорний кружок | b6 чорний кружок · d6 чорний кружок · a5 чорний кружок · e5 чорний кружок · c4 білий кінь · a3 чорний кружок · e3 чорний кружок · b2 чорний кружок · d2 чорний кружок | b6 чорний кружок · d6 чорний кружок · a5 чорний кружок · e5 чорний кружок · c4 білий кінь · a3 чорний кружок · e3 чорний кружок · b2 чорний кружок · d2 чорний кружок | b6 чорний кружок · d6 чорний кружок · a5 чорний кружок · e5 чорний кружок · c4 білий кінь · a3 чорний кружок · e3 чорний кружок · b2 чорний кружок · d2 чорний кружок | b6 чорний кружок · d6 чорний кружок · a5 чорний кружок · e5 чорний кружок · c4 білий кінь · a3 чорний кружок · e3 чорний кружок · b2 чорний кружок · d2 чорний кружок | 2 |
| 1 | b6 чорний кружок · d6 чорний кружок · a5 чорний кружок · e5 чорний кружок · c4 білий кінь · a3 чорний кружок · e3 чорний кружок · b2 чорний кружок · d2 чорний кружок | b6 чорний кружок · d6 чорний кружок · a5 чорний кружок · e5 чорний кружок · c4 білий кінь · a3 чорний кружок · e3 чорний кружок · b2 чорний кружок · d2 чорний кружок | b6 чорний кружок · d6 чорний кружок · a5 чорний кружок · e5 чорний кружок · c4 білий кінь · a3 чорний кружок · e3 чорний кружок · b2 чорний кружок · d2 чорний кружок | b6 чорний кружок · d6 чорний кружок · a5 чорний кружок · e5 чорний кружок · c4 білий кінь · a3 чорний кружок · e3 чорний кружок · b2 чорний кружок · d2 чорний кружок | b6 чорний кружок · d6 чорний кружок · a5 чорний кружок · e5 чорний кружок · c4 білий кінь · a3 чорний кружок · e3 чорний кружок · b2 чорний кружок · d2 чорний кружок | b6 чорний кружок · d6 чорний кружок · a5 чорний кружок · e5 чорний кружок · c4 білий кінь · a3 чорний кружок · e3 чорний кружок · b2 чорний кружок · d2 чорний кружок | b6 чорний кружок · d6 чорний кружок · a5 чорний кружок · e5 чорний кружок · c4 білий кінь · a3 чорний кружок · e3 чорний кружок · b2 чорний кружок · d2 чорний кружок | b6 чорний кружок · d6 чорний кружок · a5 чорний кружок · e5 чорний кружок · c4 білий кінь · a3 чорний кружок · e3 чорний кружок · b2 чорний кружок · d2 чорний кружок | 1 |
|   | a | b | c | d | e | f | g | h |   |

Кінь може контролювати більше або менше полів в залежності де стоїть фігура. Одночасно (максимально) може контролювати вісім полів (див. діаграму № 2)

Ця фігура єдина, яка здатна перескакувати через свої або чужі фігури. Може побити любу фігуру суперника, крім короля, які стоять на полях, контрольовані конем.